# Barbara Köhler
Barbara Köhler, född 11 april 1959 i Burgstädt, död 8 januari 2021 i Mülheim an der Ruhr, var en tysk författare. 
Köhler genomgick först en textilutbildning, var anställd som ljussättare på en teater och gick  på författarskola i Leipzig 1985–1988 och debuterade med diktsamlingen Deutsches Roulette (1991). Vid sidan av författarskapet ägnade hon sig sedan 1996 även åt audiovisuella arbeten och textilnstallationer, Hon höll bland annat 1997 utställningen words for windows 2.
Köhler eftersträvade att synliggöra kvinnliga perspektiv, bland annat i Wittgensteins Nichte (1999), vilken är en språklig och grammatikalisk lek med kön och könsroller och i diktsamlingen Niemands Frau ( 2007), vilken är en feministisk omskrivning av Odysséen och där Kirke, Nausikaa, Skylla, Kalypso och Penelope ger sin syn på Odysseus irrfärder. År 2015 utgav Istanbul, zusehends, en lyrisk kärleksförklaring till staden Istanbul, präglad av raffinerat samspel mellan språk och bild.
 Hon tilldelades Samuel-Bogumil-Linde-Preis 2003.